# Gabriel Suazo
Gabriel Alonso Suazo Urbina (* 9. August 1997 in Santiago de Chile) ist ein chilenischer Fußballspieler, der derzeit beim spanischen Erstligisten FC Sevilla unter Vertrag steht. Der Mittelfeldspieler ist außerdem chilenischer Nationalspieler.

## Vereinskarriere

### CSD Colo-Colo
Gabriel Suazo stammt aus der Jugendakademie des chilenischen Rekordmeisters CSD Colo-Colo, die als eine der besten des Landes gilt und aus der in der jüngeren Vergangenheit Spieler wie Matías Fernández, Jorge Valdivia und Arturo Vidal auch international der Durchbruch gelang. Dort durchlief der Mittelfeldspieler diverse Juniorenmannschaften und schaffte es zu überzeugen.
Zur Saison 2015/16 unterzeichnete er im Alter von 18 Jahren seinen ersten Profivertrag und wurde von Trainer José Luis Sierra in die erste Mannschaft befördert. Bereits im ersten Pflichtspiel beim 3:1-Pokalsieg gegen Deportes Concepción gab er sein Debüt, als er in der 88. Spielminute für Jaime Valdés eingewechselt wurde. Auf sein Debüt in der Liga musste er sich bis zum 18. Oktober 2015 (9. Spieltag der Apertura) gedulden. Bei der 0:1-Niederlage im heimischen Estadio Monumental stand er von Spielbeginn an auf dem Rasen. In der Apertura 2015, die sein Verein mit einem Punkt vor dem Zweitplatzierten CD Universidad Católica gewinnen konnte, bestritt er zwei Einsätze. Sein Debüt im El clásico del fútbol chileno, dem Stadtderby zwischen Colo-Colo und dem CF Universidad de Chile, gab er am 20. März 2016. Jedoch reichte es in der Clausura 2016 für ihn nur zu zwei Kurzeinsätzen. Sein Verein beendete die Clausura 2016 auf dem zweiten Tabellenplatz mit einem Punkt Abstand auf den Meister Universidad Católica.
In der folgenden Saison 2016/17 kam Suazo vermehrt zum Einsatz. In der Apertura 2016 bestritt er acht Spiele, von denen er bei fünf von Beginn an auf dem Platz stand. Colo-Colo erreichte nur den 5. Tabellenplatz, konnte das schwache Abschneiden in der Liga jedoch mit dem Gewinn der Copa Chile einigermaßen ausbalancieren. Anfang des Jahres 2017 verlängerte Suazo sein Arbeitspapier bei Colo-Colo bis Dezember 2021. In der Qualifikation zur Copa Libertadores 2017 scheiterte man bereits in der 2. Runde am brasilianischen Verein Botafogo FR. Am 12. Februar 2017 (2. Spieltag der Clausura) erzielte Suazo beim 4:0-Heimsieg gegen Audax Italiano seinen ersten Treffer im Trikot der Los Albos. Von den 15 Spielen der Clausura 2017 bestritt er elf und kam in allen von Beginn an zum Einsatz. Mit seinem Verein musste er sich im Kampf um die Meisterschaft jedoch knapp dem Stadtrivalen Universidad de Chile geschlagen geben.
Das Eröffnungsspiel der Transición 2017 – der Übergangssaison aufgrund des Wechsels zur Jahressaison – gegen den CD Antofagasta begann für Suazo mit seiner ersten Roten Karte in seiner professionellen Karriere. Bis auf seinen Ausfall aufgrund der Sperre kam er in allen anderen Partien zum Einsatz und trug wesentlich dazu bei, dass sein Verein die Meisterschaft gewinnen konnte.
In der Saison 2018 wurde Suazo allmählich aus der Startformation verdrängt und kam in lediglich 19 von 30 Spielen zum Einsatz. Die Spielzeit lief auch für seinen Verein nicht zufriedenstellend und man musste sich letztlich, fernab vom Rennen um die Meisterschaft, mit dem 5. Tabellenplatz begnügen. In der Copa Libertadores 2018 scheiterte man im Viertelfinale deutlich an Palmeiras São Paulo, schaffte es jedoch als einzige chilenische Mannschaft in die Finalrunde.
In der folgenden Spielzeit 2019 eroberte er sich seinen Platz in der Startformation im Mittelfeld zurück. Sein erst zweites Tor in seiner professionellen Karriere erzielte er am 13. April (8. Spieltag) beim 3:2-Heimsieg gegen den CD O’Higgins. Die Spielzeit beendete er mit drei Toren und vier Vorlagen in 23 Ligaspielen.

### FC Toulouse
Im Januar 2023 verließ der Chilene sein Heimatland und wechselte nach Europa zum FC Toulouse.

### FC Sevilla
Im Juli 2025 wechselte er nach Spanien zum FC Sevilla und unterschrieb dort einen Vertrag bis 2028.

## Nationalmannschaft

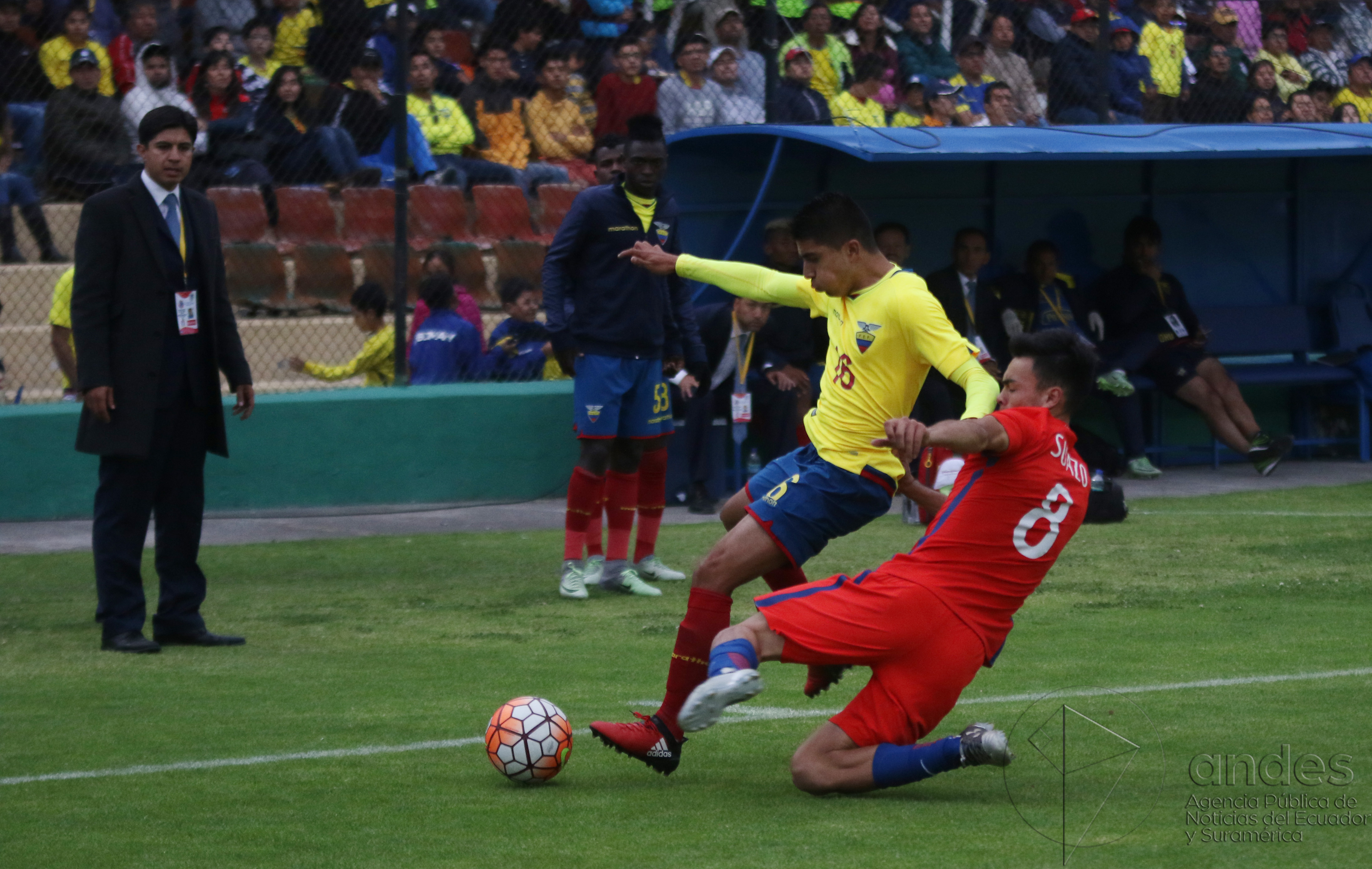
Suazo bei der U-20-Südamerikameisterschaft 2017

Suazo bestritt von August 2016 bis Januar 2017 acht Spiele für die chilenische U-20-Nationalmannschaft, mit der er in dieser Zeit auch an der U-20-Südamerikameisterschaft 2017 in Ecuador teilnahm. Nach vier Gruppenspielen, in denen Suazo nur eines aufgrund einer Gelbsperre verpasste, musste man mit nur zwei Punkten und dem letzten Tabellenplatz die Heimreise antreten. Dieses Ergebnis stellte das schlechteste seit dem im Jahr 1985 dar und die Auswahl unter Trainer Héctor Robles wurde danach von den Medien als die „Schlechteste aller Zeiten“ bezeichnet.
Beim 3:0-Heimsieg im Freundschaftsspiel gegen Burkina Faso debütierte Suazo am 2. Juni 2017 in der chilenischen A-Nationalmannschaft.
Im Juni 2019 führte er die U-23 in vier Freundschaftsspielen als Kapitän auf den Platz. Im Januar 2020 folgten drei Pflichtspiele in der Qualifikation für die Olympischen Spiele in Tokio.

## Erfolge
CSD Colo-Colo
- Chilenischer Meister: 2015-A, 2017-T
- Chilenischer Pokalsieger: 2016
- Chilenischer Superpokalsieger: 2016, 2018

FC Toulouse
- Französischer Pokalsieger: 2023